# Бланкенберг (Тирингија)
Бланкенберг (њем. Blankenberg) општина је у њемачкој савезној држави Тирингија. Једно је од 76 општинских средишта округа Зале-Орла. Према процјени из 2010. у општини је живјело 1.044 становника. Посједује регионалну шифру (AGS) 16075003.

## Географски и демографски подаци
Бланкенберг се налази у савезној држави Тирингија у округу Зале-Орла. Општина се налази на надморској висини од 420-555 метара. Површина општине износи 3,7 km².

## Становништво
У самом мјесту је, према процјени из 2010. године, живјело 1.044 становника. Просјечна густина становништва износи 279 становника/km².